# Anna Lynker
Anna Lynker (* 28. Februar 1834 in Wien; † 29. September 1928 in Abbazia) war eine österreichische Landschafts- und Genremalerin.

## Leben

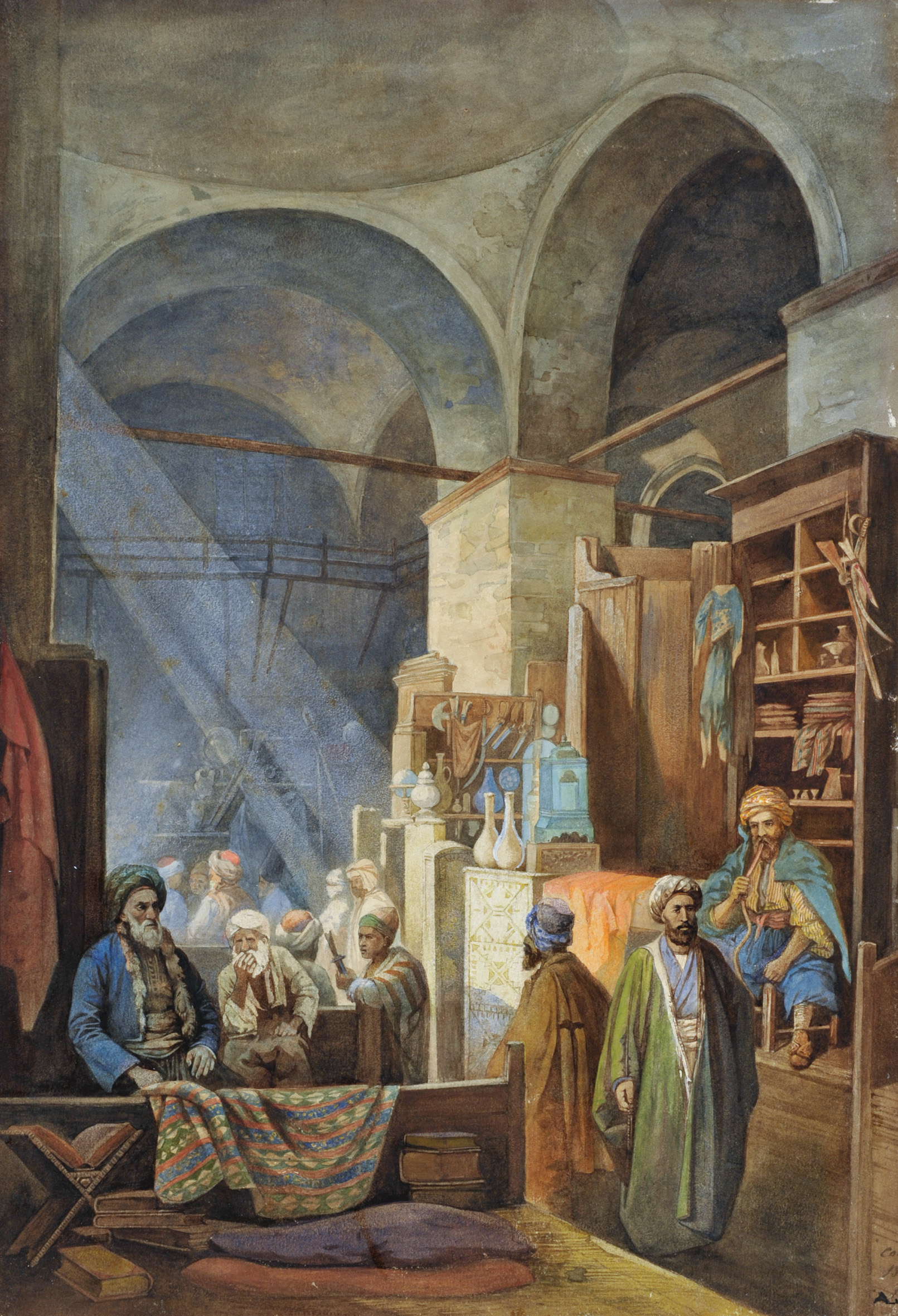
Orientalische Markthalle, Aquarell, zwischen 1866 und 1870, Slowenische Nationalgalerie

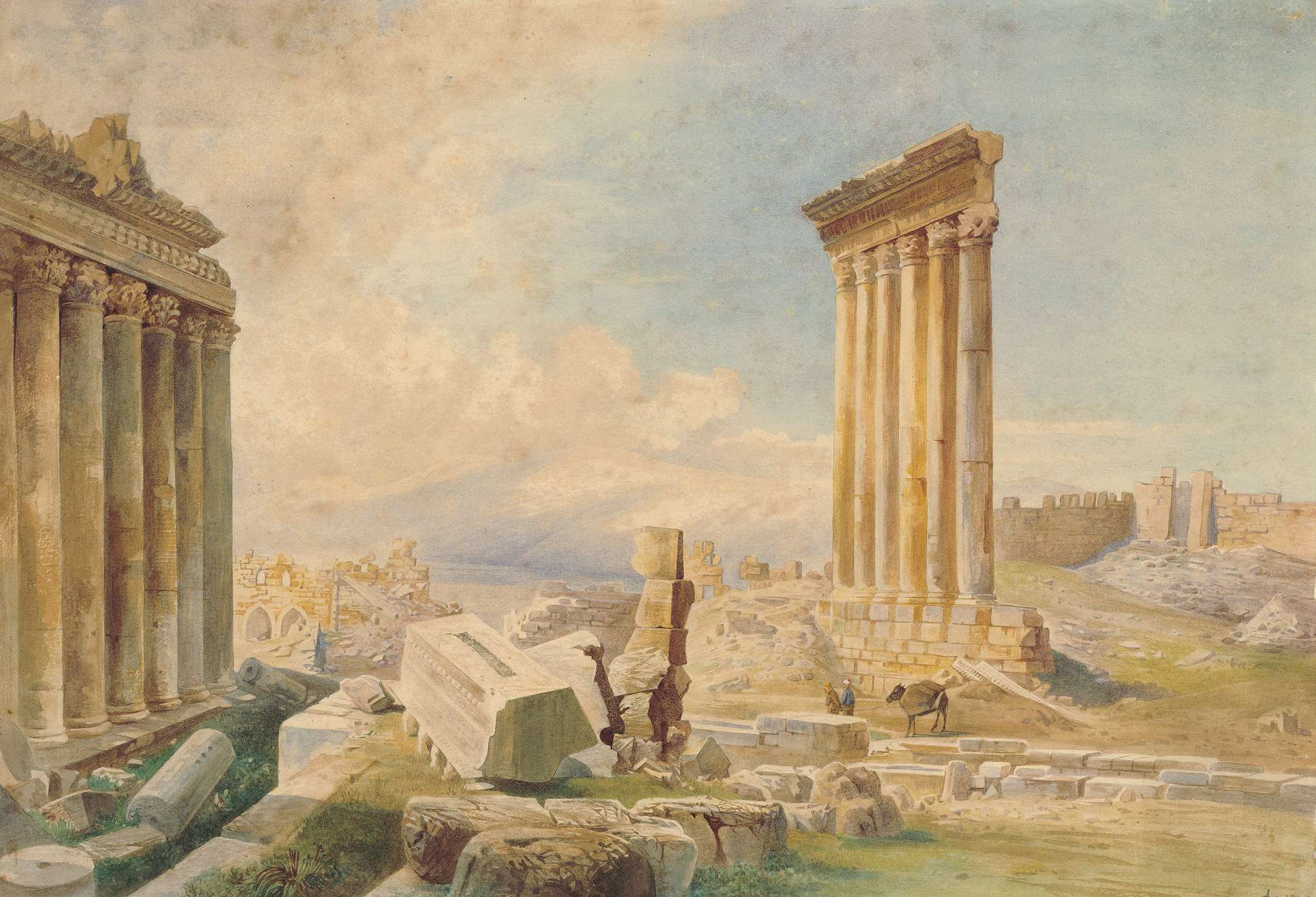
Tempel von Baalbek, Aquarell, zwischen 1866 und 1870, Slowenische Nationalgalerie

Lynker, Tochter des Besitzers einer Wiener Porzellanmanufaktur, begann ihre künstlerische Ausbildung mit Zeichenunterricht bei Leopold Pollak in ihrer Geburtsstadt Wien. 1854 zog sie nach Graz. 1963 setzte sie ihre Studien als Privatschülerin von Johann Wilhelm Schirmer in Karlsruhe und danach bei Albert Flamm in Düsseldorf fort.
Lynker unternahm diverse Studienreisen, auf denen sie ihre Eindrücke von Landschaften, Stadtansichten, Architekturen und Volksleben in Aquarellen festhielt. In Graz lebte sie im Haushalt der Familie des Generals, Diplomaten und Reiseschriftstellers Anton Proketsch-Osten, der ab 1855 als Gesandter bzw. Botschafter in Konstantinopel tätig war. Sie arbeitete für Proketsch-Osten als Gesellschafterin sowie wissenschaftliche Assistentin und begleitete ihn und seine Familie bis 1877 auf verschiedenen Reisen. In den Jahren von 1864 bis 1868 bereiste sie den Nahen Osten: Stationen waren Konstantinopel, Smyrna, Baalbek, Damaskus und Ägypten (einschließlich Oberägypten). 1868 besuchte sie mit Prokesch-Osten und Josef von Schwegel die Baustelle des Suezkanals.
Im Mai 1865 stellte Lynker Studien mit Darstellungen aus Konstantinopel im Österreichischen Kunstverein in Wien aus, wo sie bereits 1860 und 1863 mit Bildern vertreten gewesen war. Um 1875 (genaues Datum ist nicht bekannt) erschien unter dem Titel Nil-Album eine Bildermappe mit 32 Chromolithografien, die Conrad Grefe nach 30 Originalen von Lynker und zwei Originalen von Hubert Sattler hergestellt hatte.
1882 zog Lynker nach Abbazia (heute Opatija, Kroatien) und erwarb dort im Folgejahr die kleine Villa „Anna“. Viele ihrer danach entstandenen Werke stellen Motive aus der Gegend dar. Sie lebte etwa vier Jahrzehnte bis zu ihrem Tod 1928 in Abbazia, unterbrochen von Aufenthalten in Sarajevo, Split und Trogir (1894–1896). Einige der dort entstandenen Ansichten erschienen 1895/1899 in der bosnischen Zeitschrift Nada.
Als eine Frau des 19. Jahrhunderts nimmt Lynker unter den Orientmalern eine Sonderstellung ein. Sie schuf Aquarelle, Ölbilder und Kunstdrucke. Werke von ihr befinden sich in Sammlungen verschiedener Museen in Österreich, Polen, Deutschland und Slowenien. So hält die Neue Galerie Graz 23 Aquarelle, die Lynker 1909 der Landesbildergalerie Graz geschenkt hatte. Aus dem Nachlass von Schwegels Ehefrau gingen 1933 einige Aquarelle an das slowenische Nationalmuseum in Ljubljana.

## Ausstellungen (Auswahl)
- 1860, 1863, 1865: Österreichischer Kunstverein, Wien
- 1865, 1869, 1879, 1881, 1891, 1895: Steiermärkischer Kunstverein, Graz
- 1900, 1902, 1908: Abbazia; mit Stephanie Glax und Leonie Littrow
- 1910: Koper, mit Stephanie Glax und Leonie Littrow
- 2013: Revelations, Watercolours by Anna Lynker, Slowenische Nationalgalerie[5]
- 2020: Ladies first!: Künstlerinnen in und aus der Steiermark 1850–1950, Neue Galerie Graz